# Cuộc tấn công Học viện cảnh sát tại Lahore 2009
Vào lúc 7:30 sáng (2:30 sáng giờ phối hợp quốc tế). những kẻ tấn công được vũ trang bằng súng và lựu đạn đã tấn công một học viện huấn luyện cảnh sát ở Lahore, đông Pakistan, giết chết từ 4 đến 40 người và làm hơn 70 người khác bị thương.

## Bối cảnh
Pakistan đã chứng kiến hàng loạt vụ tấn công liên quan tới các chiến binh trong những năm gần đó và dù Lahore hầu như không bị bạo lực bao trùm nhưng nó cũng không được miễn trừ.

## Vụ tấn công
Cuộc tấn công vào học viện cảnh sát Manawan khởi sự trong khi hàng chục cảnh sát viên đang có các cuộc thao diễn vào buổi sáng. Có khoảng 700 học viên ở nơi đây vào lúc xảy ra cuộc tấn công. Vào lúc 7:30 sáng, những tay súng bất ngờ khai hỏa, gây ra một vụ đấu súng và tình trạng hoảng loạn. Những kẻ tấn công còn quăng lựu đạn khắp nơi và về phía các cảnh sát. Một số cảnh sát bị thương và nằm trên mặt đất. Tới lúc 8:45, tiếng súng vẫn vang lên. Học viện huấn luyện cảnh sát nằm gần thành phố Lahore. Toán người tấn công bắt giữ con tin và hạ sát ít nhất tám học viên cảnh sát cùng ba thường dân trước khi bị lực lượng an ninh chính phủ Pakistan với sự hỗ trợ của xe bọc sắt và trực thăng đè bẹp.
"Chúng tôi bị tấn công bằng bom. Khói mù mịt vây quanh chúng tôi. Chúng tôi bỏ chạy tán loạn về mọi hướng," theo Mohammad Asif, một cảnh sát viên bị thương được đưa vào bệnh viện.
Các hình ảnh chiếu trên đài truyền hình cho thấy một số cảnh sát viên hoảng sợ leo tường nhảy ra ngoài. Một số khác lom khom sau bức tường của học viện, súng chĩa vào khu vực diễn hành, nơi cuộc tấn công xảy ra. Xa hơn nữa, lực lượng an ninh và dân chúng đứng xem cuộc đối đầu, núp sau các xe an ninh và xe cứu thương.

## Cuộc bao vây

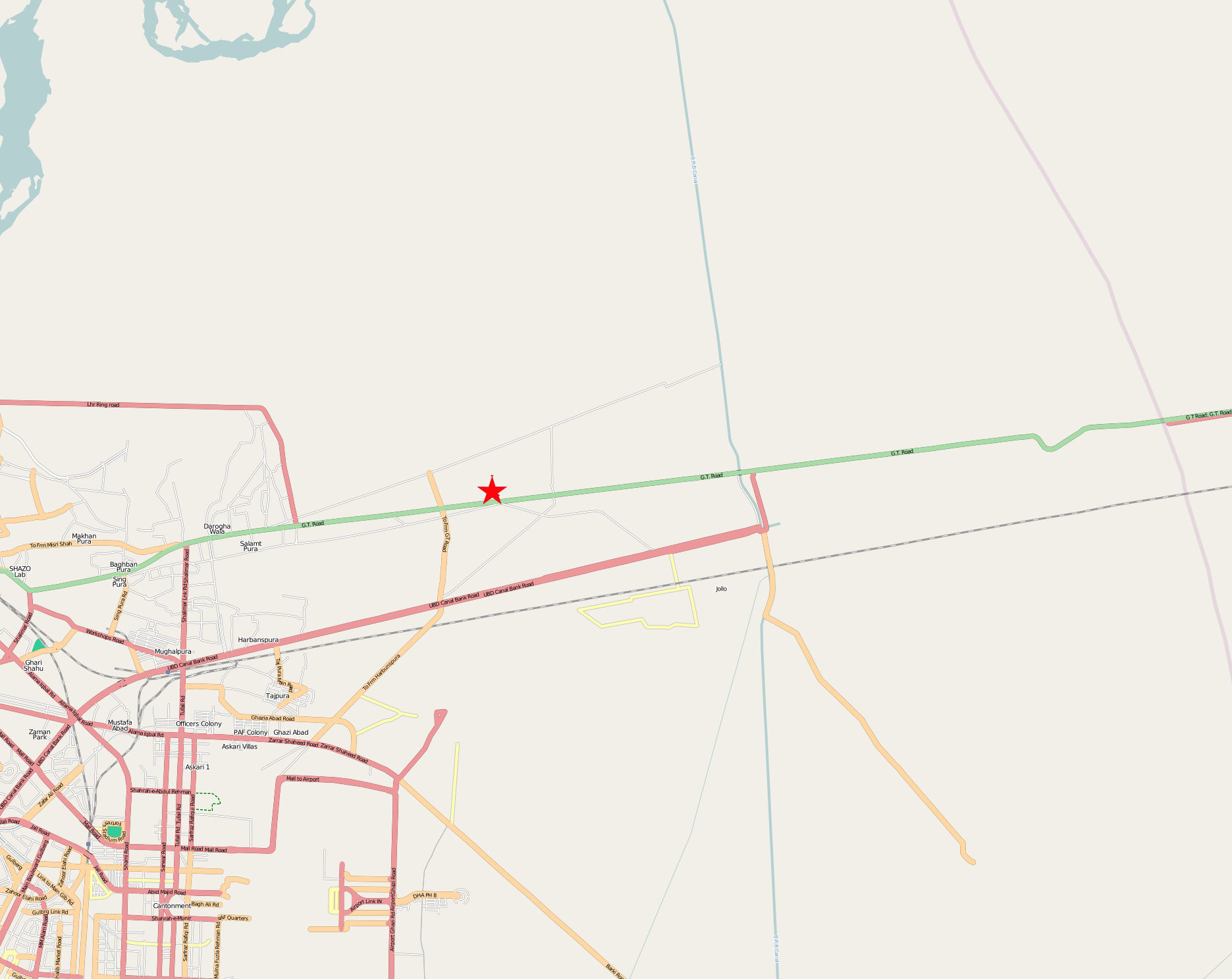
Ngôi sao đỏ là học viện cảnh sát. Đường thẳng dọc bên phải là biên giới với Ấn Độ

Lực lượng an ninh bao vây học viên, nổ súng qua lại với thành phần phiến quân làm người ta nhớ lại cuộc tấn công vào thành phố Mumbai ở Ấn Độ vào tháng 11 năm 2008 và cuộc tấn công vào đội cầu cricket của Sri Lanka ở Lahore vào tháng 3 năm 2009.
Xe bọc sắt đã tiến vào sân học viện với trực thăng bay yểm trợ trên đầu. Lác đác người ta nghe thấy những tiếng nổ lớn. Có lúc lực lượng an ninh bao vây một số phiến quân trên một tầng lầu, nơi họ bắt giữ khoảng 35 con tin. "Tám giờ đó dài như tám thế kỷ, tôi nghĩ là mình chắc chắn chết rồi," theo lời Mohammad Salman, 24 tuổi, một người trong số các con tin.
Cảnh sát bắt giữ một trong những người tình nghi phiến quân khoảng 6 tiếng sau khi cuộc tấn công khai diễn, kéo người đàn ông râu rậm này ra sân học viện và đánh đá ông ta. Có sáu phiến quân bị bắt giữ và tám người khác thiệt mạng (có hai người đã nổ bom tự sát) trong cuộc giao tranh kéo dài tám giờ đồng hồ để chiếm lại học viện này, hơn 90 cảnh sát viên bị thương.
Sau khi cuộc giao tranh chấm dứt, các lính biệt kích Pakistan mặc đồ đen đã nổ súng chỉ thiên trên tầng cao nhất của tòa nhà để chào mừng chiến thắng.

## Phản ứng
Vụ tấn công diễn ra chưa đầy một tháng sau khi các tay súng táo bạo tấn công đội tuyển cricket Sri Lanka cũng ở thành phố Lahore, giết hại 6 sĩ quan cảnh sát và một lái xe, làm bị thương một số cầu thủ.
Các cuộc tấn công của khủng bố là một thử thách lớn lao cho chính phủ yếu kém của Tổng thống Asif Ali Zardari, vốn chỉ mới cầm quyền được một năm. Bộ trưởng Nội vụ Rehman Malik cho giới truyền thông nhà nước biết cảnh sát Pakistan không đủ khả năng đối phó với làn sóng khủng bố hiện nay.
"Trong nước chúng ta, ở các điểm dọc theo biên giới, võ khí đang được đưa vào, hỏa tiễn chống phi cơ Stinger đang được đưa vào, các võ khí nặng đang được đưa vào," ông Malik nói. "Các thành phần phiến quân này đang tạo sự bất ổn trong nước."
Tổng thống Pakistan, Asif Zardari, và Thủ tướng, Yousuf Raza Gilani, đã cùng lên tiếng vụ tấn công.
Cuộc tấn công được phối hợp rất kỹ càng này cho thấy mối đe dọa trầm trọng của phiến quân đối với quốc gia có võ khí nguyên tử này và làm cho một viên chức an ninh cao cấp phải thú nhận rằng các nhóm phiến quân đang làm cho Pakistan "mất ổn định."